# Мосбах (Тирингија)
Мосбах (њем. Moßbach) општина је у њемачкој савезној држави Тирингија. Једно је од 76 општинских средишта округа Зале-Орла. Према процјени из 2010. у општини је живјело 428 становника. Посједује регионалну шифру (AGS) 16075068.

## Географски и демографски подаци
Мосбах се налази у савезној држави Тирингија у округу Зале-Орла. Општина се налази на надморској висини од 450 метара. Површина општине износи 9,7 km². У самом мјесту је, према процјени из 2010. године, живјело 428 становника. Просјечна густина становништва износи 44 становника/km².